# Badema National
Le Badema National est une formation musicale malienne fondée en 1969 sous le nom La Maravillas del Mali par des musiciens maliens formés  pendant  sept ans à Cuba. Il prend le nom de Badema National  en 1976, année ou Harouna Barry, compositeur et saxophoniste, en  prend la direction artistique.